# Anna Croissant-Rust
Anna Croissant-Rust, född 10 december 1860, död 30 juli 1943, var en tysk författare.
Croissant-Rust var företrädare för en sträng naturalism. Hon är mest känd för romanen Die Nann (1906), med skildringar från sydtyskt folkliv. Bland hennes övriga verk märks Feierabend (1893), Aus unseres Herrgotts Tiergarten (1906), Unkebunk (1917) samt Kaleidoskop (1921).